# 314 Rosalia
A 314 Rosalia a Naprendszer kisbolygóövében található aszteroida. Auguste Charlois fedezte fel 1891. szeptember 1-én.